# St. Antonius Abbas (Sambach)

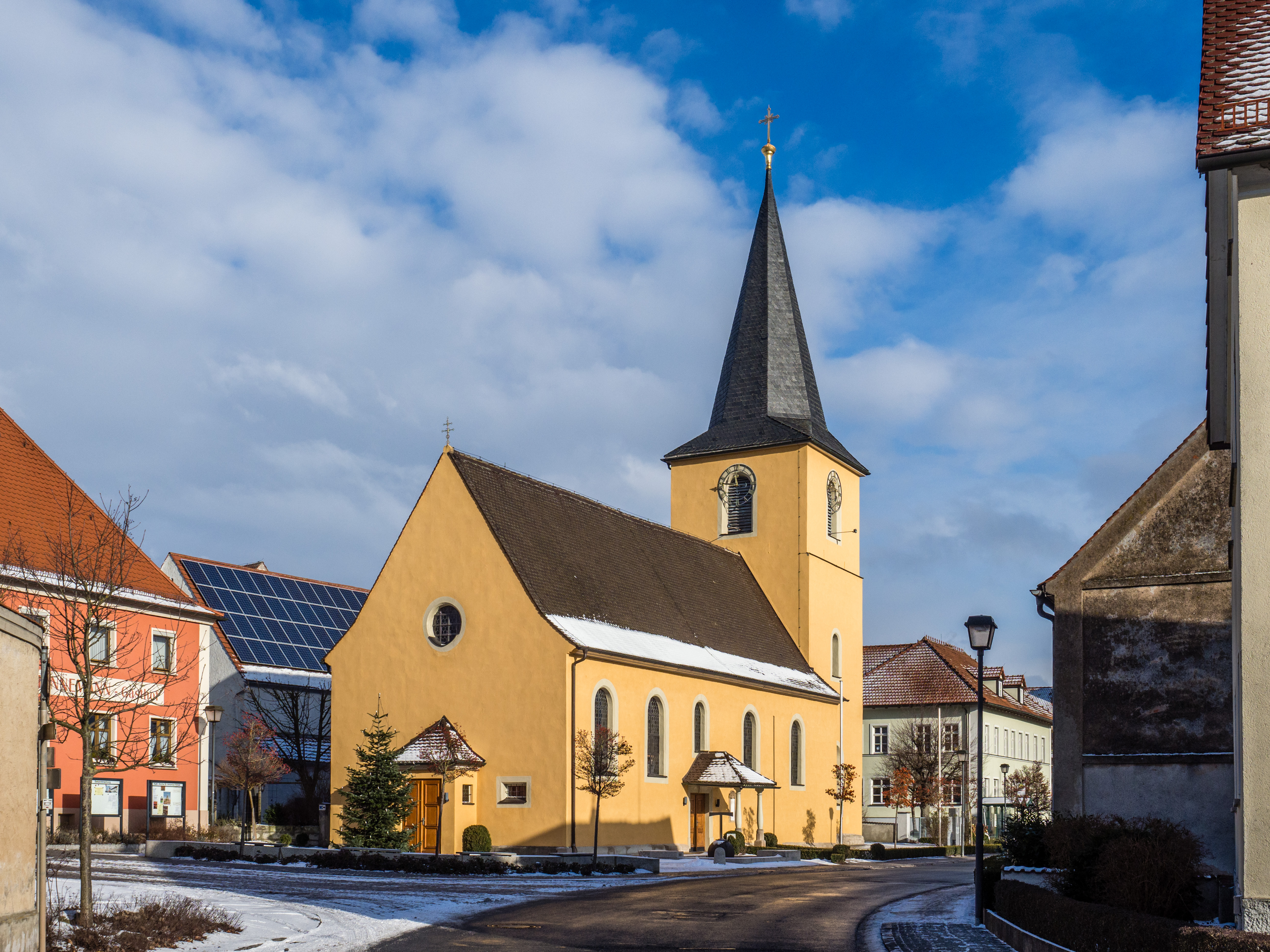
St. Antonius Abbas (Sambach)

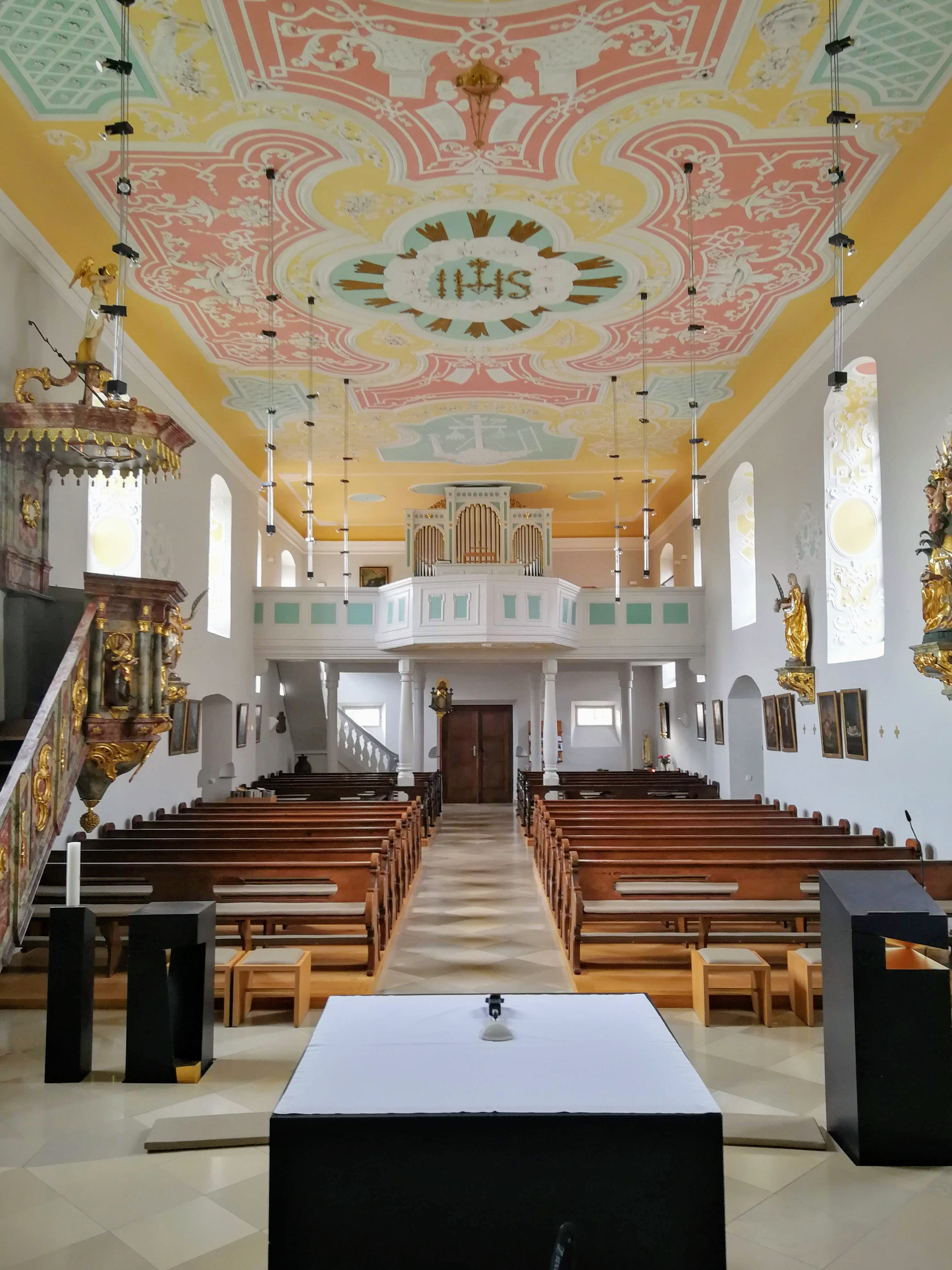
Innenraum mit Kögler-Orgel (2019)

Die römisch-katholische Pfarrkirche St. Antonius Abbas steht in Sambach, einem Gemeindeteil von Pommersfelden im oberfränkischen Landkreis Bamberg in Bayern. Zwischen 1350 und 1400 entstand eine Pfarrkirche. Das denkmalgeschützte Bauwerk stammt aus dem Anfang des 18. Jahrhunderts. Die Pfarrei gehört zum Seelsorgebereich Steigerwald im Dekanat Bamberg des Erzbistums Bamberg. Kirchenpatron ist der frühchristliche Mönch Antonius Abbas.

## Beschreibung
Der spätgotische Chorturm der um 1400 erbauten Saalkirche wurde 1594 erneuert. Sein oberstes Geschoss beherbergt die Turmuhr und den Glockenstuhl. Darauf wurde 1876 ein achtseitiger, schiefergedeckter Knickhelm aufgesetzt. An den Chorturm wurde nach Westen 1709 das mit einem Satteldach bedeckte Langhaus angebaut und 1934 verlängert. 

## Ausstattung
Die Ausstattung der Kirche stammt aus der Mitte des 18. Jahrhunderts. Im Mittelfeld der stuckierten und bemalten Decke befindet sich ein IHS-Monogramm. Die barocke Kanzel aus Stuckmarmor, mit Reliefs der vier Evangelisten am Kanzelkorb, ist mit einem üppig verzierten Schalldeckel versehen, der von einem Posaunenengel bekrönt wird. 
Die Orgel mit 21 Registern auf zwei Manualen und Pedal wurde 2014 von Orgelbau Kögler errichtet.